# Bastaerdschwaerd
Bastaerdschwaerd is een blackmetalband uit Nederland. Zij spelen black metal in de oude stijl, met blasfemische ideologie en een krakende lo-fi geluidskwaliteit.
In 2005 werd hun eerste cd Mvsyk voir by des haertfvvr uitgegeven via het online platenlabel Kvlt Promo Grrrl. De tweede cd was Den Frauenhaet EP die twee keer uitkwam in 2006. De eerste versie was van hoge geluidskwaliteit, na overpeinzingen vond Bastaerdschwaerd dat dit te helder klonk en bracht de cd opnieuw uit met een bitrate van 32 kbit en 11 kHz, in plaats van de 128 kbit en 44 kHz van de eerste release.
Bastaerdschwaerd heeft nooit live opgetreden in verband met het missen van een drummer, het feit dat de gitarist en zanger elkaar nog nooit in het echt hebben gezien, en de kans dat ze worden belaagd door mensen die hun muziek aanstootgevend vinden (Bastaerdschwaerd heeft het imago dat ze chauvinistische vrouwenhaters zonder respect zijn). Na het uitkomen van Den Onheijligen Nonnen op 6 juni 2006 (6-6-6) is Bastaerdschwaerd als band gestopt, maar in 2008 besloot de band op initiatief van zanger Thör Helvète toch verder te gaan.

## Discografie
- Mvsyk voir by des haertfvvr (2005)
- Den Frauenhaet EP (2006)
- Den Onheijligen Nonnen (split met Burzumennuz, 2006)